# イオン今池店
イオン今池店（イオンいまいけてん）は、愛知県名古屋市千種区今池五丁目にある、イオンリテール株式会社が運営する大型商業施設（ショッピングセンター）である。ダイエー運営時代の店番号は0127。
2024年2月29日をもって一時閉店し、休業中。

## 概要
ダイエーとして開業した店舗であり、ダイエーにとっては中部地方かつ東海地方初進出店舗にして、「イオン」に転換した時点では同地方では最も歴史が古い店舗であった。
2021年（令和3年）10月1日以降は、前日に閉店したイオン東山二条店（京都府京都市左京区）に代わり「イオン」ブランドを名乗る日本全国最古の現行店舗となり、後述の一時閉店まで通算54年3ヶ月間に渡って営業を続けた。
地上3階建て・地下1階建ての建物。館内にエレベーターは設置されず、エスカレーターも上りのみ。駐輪場は110台駐車が可能。

### ダイエー今池店時代
1969年（昭和44年）11月30日、名古屋市におけるダイエー第1号店として開業。
開業当初は今池ショッパーズプラザが名称だったが、左記の名称は公式には使われずダイエー今池店の名称を表向きは前面に出していた（ただし、名古屋市への届出上のSC名称では今池ショッパーズプラザとなっている）。
2006年（平成18年）2月25日に改装工事を行った。2013年（平成25年）10月に再改装工事を行い、地下にあった食料品売場が1階に移動した。また、ダイエーがイオングループ入りしたことから、オリジン東秀やジーフットなどイオン系列の専門店も新規入店した。

### イオン今池店時代
2015年（平成27年）9月1日にイオンリテール株式会社に同店の営業権が承継された。承継時は、「ダイエー」のままで営業が継続されたが、同年9月27日を以ってダイエーとしての営業を終了し、10月1日より正式にイオンへ名称変更された。
2023年（令和5年）11月2日、イオンリテール東海カンパニーはイオン今池店を来春に建替えのため一時休業する事を明らかにし、同年12月25日に最終営業日を2024年（令和6年）2月29日とする事を発表した。予定通り同日19時をもって営業を終了した。後継商業施設の詳細や再オープン時期については未定になっている。
当店の一時閉店により、イオンブランドの店舗のうち、1960年代までに開業した店舗はすべて消滅し、1971年（昭和46年）6月15日に同じくダイエー店舗として開業したイオンショッパーズ福岡店（福岡県福岡市中央区、イオン九州運営）が全国最古の現行店舗となる。また、当店と同日に旧サティ店舗であった新座店（埼玉県新座市）と坂出店（香川県坂出市）も建て替えのため一時閉店した。

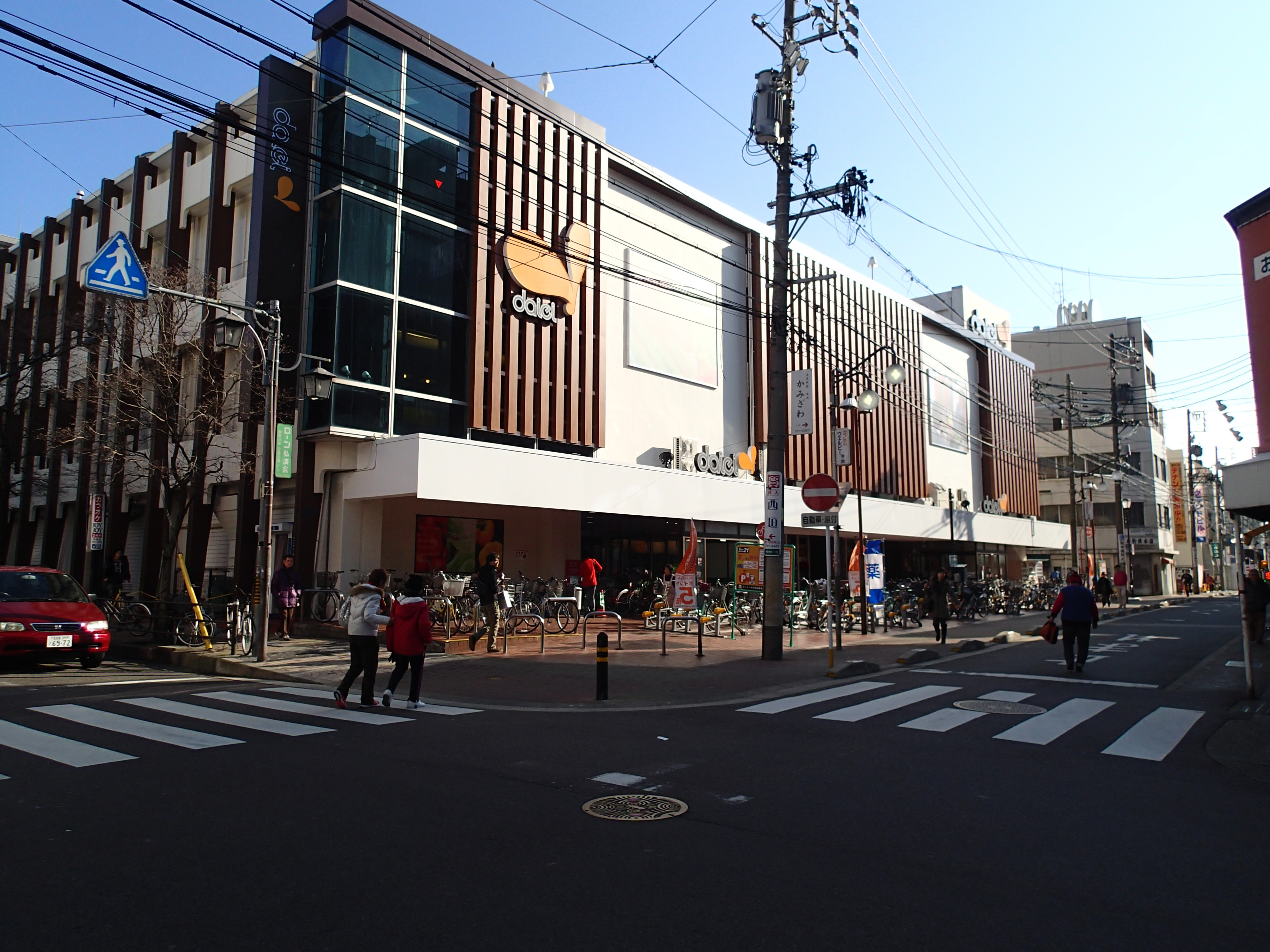
ダイエー今池店時代の店舗正面
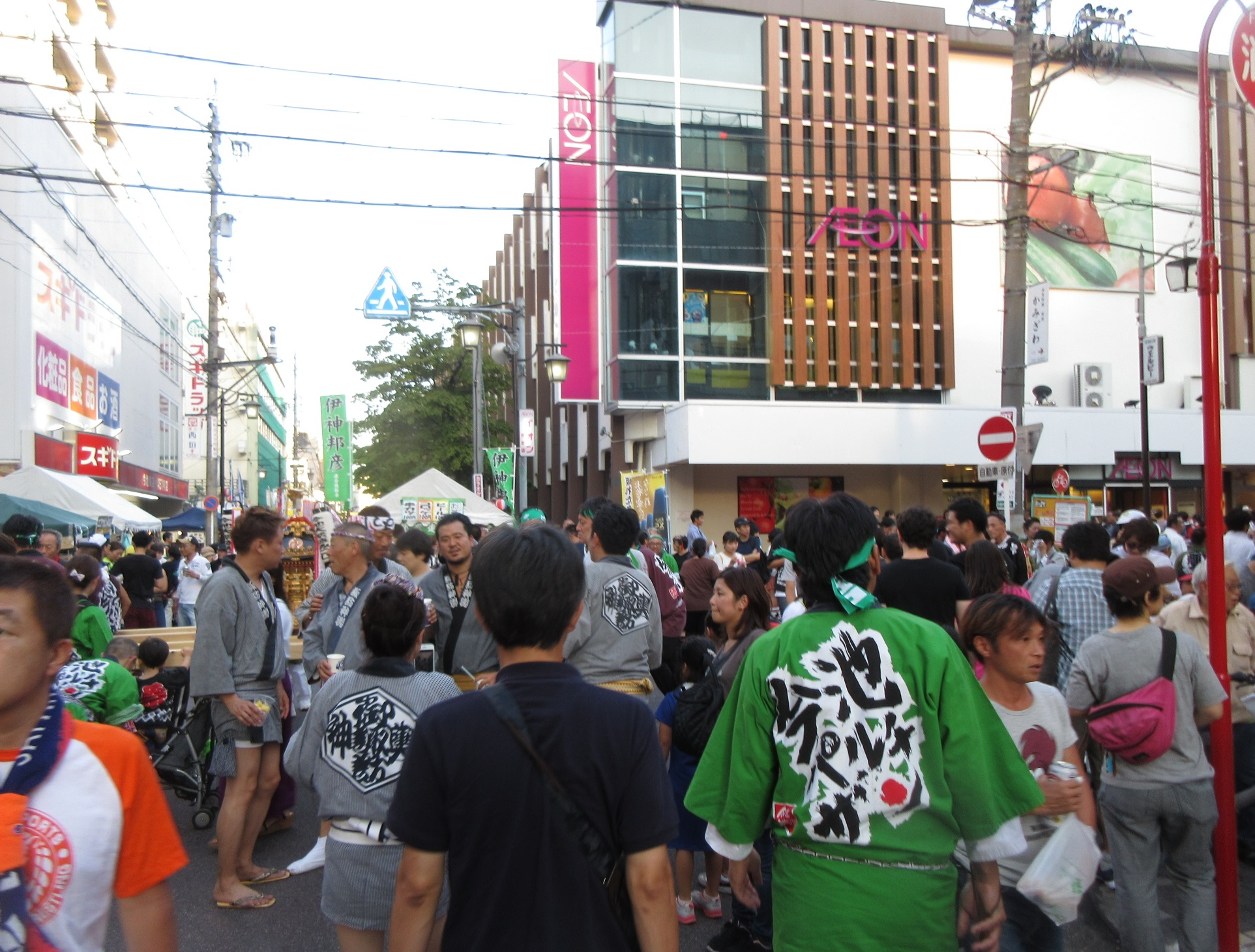
今池まつり開催時のイオン今池店

## フロア構造
| 階  | フロア概要                                                                      |
| --- | ------------------------------------------------------------------------------- |
| 3F  | ダイソー、パソコン教室                                                          |
| 2F  | 紳士衣料品・婦人衣料品・肌着・子供肌着・服飾雑貨・喫茶店 ・整体院               |
| 1F  | 食料品・米・酒・花                                                              |
| B1F | 日用消耗品・医薬品・ペット用品インテリア・家電消耗品・日用 雑貨・レッグコーナー |

## アクセス
鉄道
- 名古屋市営地下鉄東山線・桜通線今池駅（4番出口）から徒歩5分。

## ダイエー通り

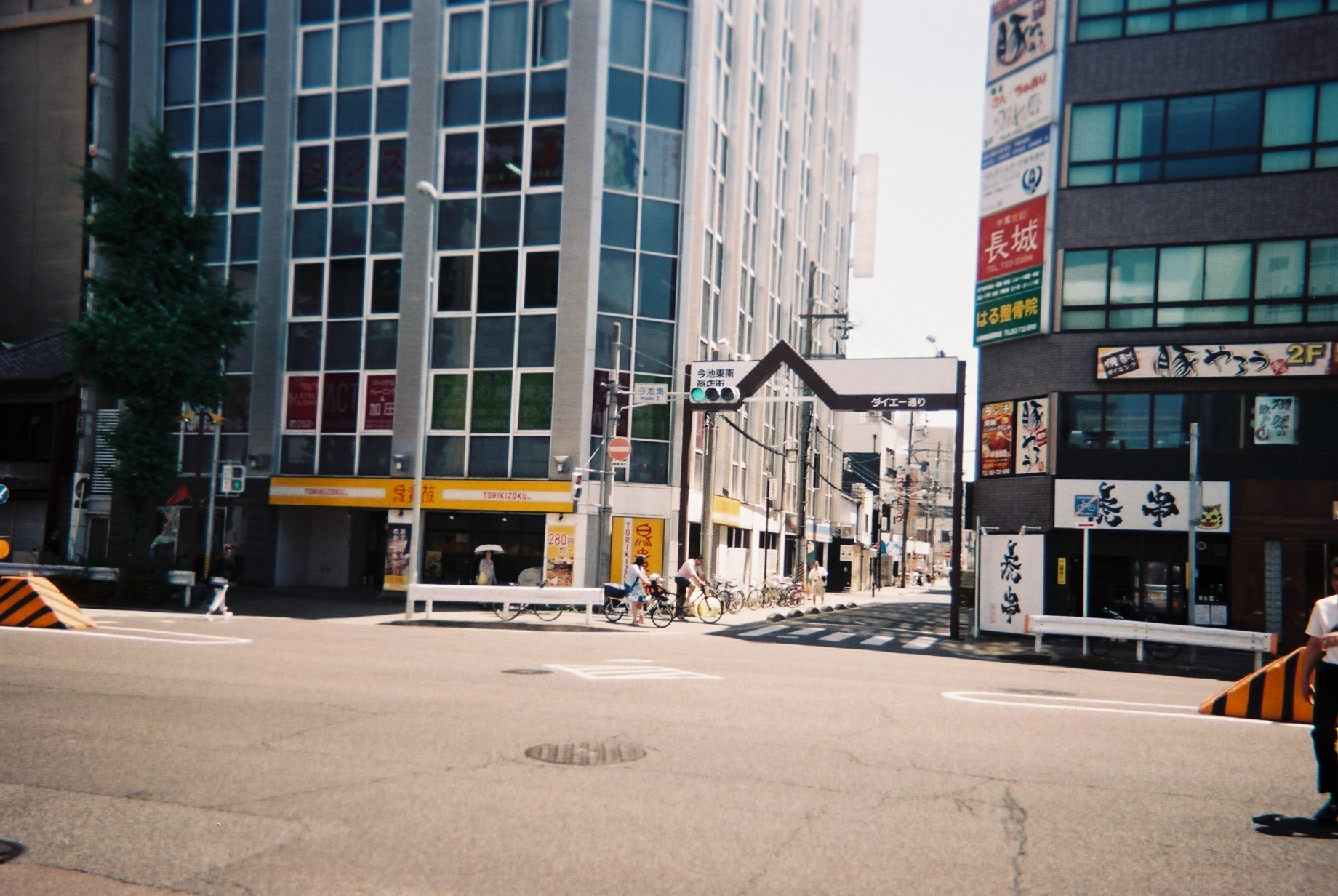
広小路通（県道60号）に面するダイエー通りの北側ゲート

ダイエー今池店が開業後、ダイエー周辺を南北へ結ぶ通りとして、今池東南商店街の俗称として付けられた。ダイエーがイオンに屋号を変更してからも「ダイエー通り」の名称は継続されている。